# Сан Феличе (Беневенто)
Сан Феличе је насеље у Италији у округу Беневенто, региону Кампанија.
Према процени из 2011. у насељу је живело 136 становника. Насеље се налази на надморској висини од 515 м.